# Tales of Arcadia
Tales of Arcadia é uma trilogia de séries de televisão de ficção científica criada pela Netflix e por Guillermo del Toro e produzida pela DreamWorks Animation e Double Dare You.
As séries que compõem a trilogia seguem os habitantes da pequena cidade suburbana de Arcadia Oaks, que secretamente abriga várias criaturas sobrenaturais e os heróis adolescentes que lutam contra as forças do mal que se escondem nas sombras.
Atualmente, as três partes da trilogia, Caçadores de trolls, Os 3 lá embaixo e Wizards foram lançadas em todo o mundo.

## Histórico de produção
Guillermo del Toro inicialmente imaginou Caçadores de trolls como uma série em live-action; entretanto, isso foi considerado impraticável devido a preocupações orçamentárias e, como resultado, ele transformou a ideia em um livro que ele co-escreveu ao lado de Daniel Kraus. A DreamWorks planejou transformar o livro em um filme de animação, mas acabou decidindo transformá-lo em uma série. Em novembro de 2017, del Toro anunciou que Caçadores de trolls seria seguida por duas séries intituladas Os 3 lá embaixo e Feiticeiros. Em dezembro de 2017, foi revelado que os personagens Steve Palchuk e Eli Pepperjack (Steven Yeun e Cole Sand, respectivamente) teriam suas funções estendidas em Os 3 lá embaixo. Em abril de 2018, foi anunciado que o papel de Jim Lake Jr. incorporaria ambas as vozes de Anton Yelchin e Emile Hirsch na Parte 3, e que dois personagens introduzidos na Parte 3 de Caçadores de trolls - Aja e Krel (Tatiana Maslany e Diego Luna, respectivamente) - também reprisariam seus papéis e serviriam como protagonistas em Os 3 lá embaixo. Em maio de 2018, foi revelado que Steve Palchuk e Eli Pepperjack também teriam seus papéis estendidos em Feiticeiros, tornando-os os primeiros personagens a terem papéis abrangendo toda a trilogia.